# 小那海あや
小那海 あや（おなみ あや、1997年4月10日 - ）は、日本のAV女優。タレント、グラビアアイドル。ACT所属。

## 略歴
2016年12月、佐々波 綾（さざなみ あや）名義でアリスJAPANの専属女優としてAVデビュー。
2017年ごろから出演したVR作品で注目を浴び、同年にはDMM月間AV女優ランキング1位を3か月連続で記録した。
2018年6月8日にAV女優引退。
2021年7月31日、「おなみちゃん」としてTwitterで活動復帰。フリーランスとして活動するが、この当時はAV復帰は否定していた。この時期には職業として「インターネット活動屋さん」を自称していた。
2021年12月10日、YouTubeチャンネルを立ち上げ、不定期のラジオ配信を開始。また小那海あや（おなみあや）名義でフリーの撮影会モデルとして活動。
2022年にはミスヤングアニマル2022オーディションに参加。以降はグラビアアイドルとしても活動開始。同年7月1日、同コンテストにおいてファイナル進出（2位通過）。
2023年10月10日、カラダミタスチャンネルの動画内でAV女優に復帰することを発表。同時にACTエンターテイメントに所属することも発表された。X（Twitter）にも直筆のコメントを掲載。撮影会などタレント活動はこれまで通り続けていく。
10月9日週FANZA通販フロアランキングにて、復帰作である『奇跡が、また始まる。復活 小那海あや』が初登場2位を記録。
インタビューでは約5年ぶりの復帰理由を「突然（AV業界を）引退したので、今はどうしてるんだろうという書き込みをネットでよく見かけていました。私はAVの世界でそこまで愛されていたんだと、辞めてから気づいたんですよね」。「（グラビアアイドルとしての活動中も）今でも昔の作品観てるよ!また作品が見たい!という声をいただいたし、皆さんの期待に応えたい、また会いたいと思い、活動を再開しました」と回答。久々の撮影は緊張したが、恥ずかしさの緊張ではなく、スタッフも男優も知ってる顔ばかりだったため、「うまくやらなきゃというプレッシャー」だったという。
2024年3月には専属女優としては珍しいDVDとVR作品の同月同時発売を行った。
2024年4月9日、million専属女優からの卒業が発表された。
2024年7月より企画単体女優として活動。
FANZA通販フロア2024年6月度女優ランキングでは5位ランクイン。FANZA通販フロア2024年11月度月間女優ランキング7位。
2025年5月には『TREND GIRLS撮影会2025』に参加。メイド風ビキニ姿が報道された。
同年7月21日週FANZA通販フロアランキングにて『やることなすこと完全合意の即ハメおねだりメイド』（h.m.p）が初登場4位ランクイン。

## 人物
- 横浜DeNAベイスターズファン[19]。観戦するときは願掛けの意味も込め、原則ベイスターズカラーの下着を着用にしている[20]。また、下着に関してはキャリアを重ねるごとに「胸をきれいに保ちたい」意識が強くなっており、2024年時点は試着、フィッティングに時間をかけている[20]。
- グラビアアイドル転向以降はTwitterプロフィール欄に元AV女優と記述しており前歴を隠していないが、アピールポイントとしても使わないスタンスを取っていた[21]。
- 好きな食べ物はラーメン。「#ラーメン大好き小那海さん」のハッシュタグで食べたラーメンの写真をSNSに投稿している。
- 芸名の由来は「佐々波綾」時代の一人称が「あや」だったため「おなみちゃん」時代にも「あやちゃんと呼びたい」というファンからの声があり、それに応える形で「おなみ」と「あや」をくっつけたもの。なお、「おなみ」の由来は「佐々波綾」の「波」から（月刊FANZA2024年1月号インタビューより）。
- AV界から離れていた約5年の期間、プライベートでの性交渉で改めて「（私は）Hが上手い」と感じ、主導権を握ることが多かった[13]。AV復帰で久しぶり気持ちよく責められたという[13]。
- 得意技は杭打ちスパイダー騎乗位[22]。AVプロデューサーの末永薫人は「一般人なら1分とかからずにイカされるレベル」と評している[22]。

## 作品

### アダルトビデオ

#### 佐々波綾 名義（アダルトビデオ）
- 【初見】 佐々波綾 職業はAV女優です。（12月13日、アリスJAPAN）[4]

- 5つの初体験でいっぱい気持ちよくなっちゃいました…。（1月13日、アリスJAPAN）
- フェラ嬢王（2月13日、アリスJAPAN）
- 女尻（3月13日、アリスJAPAN）
- いいなり玩具 リアル中出しラブドール（4月14日、BAZOOKA）他出演:篠宮玲奈、来栖らいち
- 制服の中のE 制服の中の…20（4月21日、プレステージ）※「あや」名義
- 軟派即日セックス Aさん(19歳) 受付嬢（4月28日、S級素人）※「Aさん」名義
- 「中に出して…夫と子供には内緒」 自宅で愚痴聞き屋に中出しセックスをせがむ美人人妻たち 19（5月12日、S級素人）他出演:小西悠、篠宮玲奈
- 生中出し若妻ナンパ! 27（5月12日、S級素人）他出演:来栖まゆ、河南実里、新月さなえ、青山みな
- 地元のDQN達に彼女を奪われて何も出来ない僕。（5月13日、MOODYZ）
- 親にも学校にも言えない、女子校生放課後限定バイト 12（5月26日、S級素人）他出演:北川レイラ、愛瀬美希、山地せな
- 相席居酒屋でナンパした仲良し2人組をお持ち帰り。コソコソHしていると隣の部屋にいるガードの堅い女友達はヤラせてくれるか 【其の17】（6月1日、変態紳士倶楽部）他出演:碧しの、唯川希 ほか
- すらりと伸びた足から覗くスカートとニーハイの間の太もも「絶対領域」を目の前で見てしまった僕は…　4（6月2日、DOC）他出演:石原ルリカ、細井しずか
- 「溜まった精子いっぱい出して欲しいな」 甘えんぼの妹はお兄ちゃん専用中出しソープ嬢（6月15日、SODクリエイト）
- 連続多重手コキ 〜ヌいてもヌいても現れる勃起チ●ポでやまないザーメンの雨〜（6月16日、SEX Agent）他出演:笹倉杏、澁谷果歩、さとう愛理、野々宮みさと、鶴田かな、苑田あゆり、愛瀬美希
- 風俗店の求人に応募したら新人嬢のレクチャー係に配属されたラッキーなおれ（6月19日、MOODYZ）他出演:姫川ゆうな、雛菊つばさ
- 【エントリー出演応募者限定】 素人男性宅に爆裂ド痴女が突撃訪問!嵐のようにヌイて去って行った!(※素人男性4名出演)（6月15日、SODクリエイト）他出演:今宮いずみ、卯水咲流、あおいれな
- ヌゲルヤレルアイドル志望（6月23日、バルタン）
- 女子校生バンギャ乱交ハメ撮り映像（6月23日、青空ソフト）共演:白咲ゆず、斉藤みゆ
- スーツ姿の女性従業員のフェラごっくんが人気のお店 紳士服のふぇらやま（7月6日、SODクリエイト）共演:あおいれな、涼川絢音、中里美穂
- 女子マネージャーさん!! 部活の部員とお金の為だと割り切って素股して下さい!! vol.01（7月7日、DOC）※「ゆき」名義　他出演:みさき、ゆき、あさみ、めい、さき、あい
- 神尻バック真正中出し解禁（7月7日、本中）
- フォロワー数およそ20万!!Twi●terで話題のエリート喰い女子大生 本人初監修AV!! 素人膣ドカタと「ち○ぽのレビュー」をしよう!!（7月14日、S級素人）※「佐々木れな」名義
- ガチナンパ! 真夏の湘南&大洗ド素人さんビキニギャル大量ゲット大作戦! 10（7月15日、ナンパーズ）他出演:若菜まゆ、夏樹まりな ほか
- 脚固めで密着最深セルフイラマチオ 2 〜とろける程に1つになると連続射精が可能に〜（7月21日、SEX Agent）他出演:澁谷果歩、鶴田かな、さとう愛理、野々宮みさと、苑田あゆり、月野ゆりあ、愛瀬美希、黒木いくみ
- エロも仕事も全力! 汗だくデカ尻メイド（7月25日、MOODYZ）
- 資産家オヤジならデキる! 女子校生大人買い中出し（8月1日、エムズビデオグループ） 他出演:麻里梨夏
- マジックミラー便 特別出張企画! 「再婚してできた新しいお義父さんとHがしたい!」 義父に本気で恋をする女子校生の想いをAV制作会社が完全バックアップ!! 初めて娘の身体に触れ興奮した義父が後先考えず母親の目の前で生中出し! 秘密の関係になった2人は禁断の近親相姦をもう一度してしまうのか…!? その後の日常生活を完全盗撮（8月7日、ディープス）※「ほなみ」名義
- 完全顔出しガチナンパ! とっても優しい天使みたいなナースさんに包茎インポ童貞3重苦男子のオナニーの介抱してもらいました!! かわいすぎる裸体にズル剥けフル勃起したち●ぽを白衣の奥にズブリ!金玉空になるまで何度も中に出しました!（8月11日、S級素人）※「あや」名義　他出演:みさき、ゆうき、さゆり
- 朝がくるまで射精させる種搾りプレス（8月13日、痴女ヘブン）
- 発射後もしゃぶられ続ける大掃除フェラチオ 〜連発狙いのスッポン女がチ●ポを放してくれない〜（8月18日、SEX Agent）他出演:黒木いくみ、野々宮みさと、愛瀬美希、鶴田かな、篠宮玲奈、さとう愛理、月野ゆりあ
- 官能小説 人妻いじめ（8月25日、マックス・エー）
- おしゃぶり大好き美少女の下品なオクチ（9月1日、ワープエンタテインメント）
- ラグジュTV×PRESTIGE SELECTION 35（9月8日、プレステージ）※「涼宮遙香」名義
- 修学旅行の夜に突然訪れた奇跡の夜!!布団の中で好きな子と一緒になったら興奮が隠せるはずがない!!性に盛んな男女の下半身はぐっちょり濡れ当然ナマでそのまま中出しSEX!!部屋全体がエロに包まれ、最後は全員酒池肉林状態に!!（9月8日、SCOOP）共演:天野美優、塚田詩織、苑田あゆり
- 激レアSSSクラスドスケベ女子校生降臨 (9月13日、乱丸) ※「あや」名義
- SEXの逸材。 VOL.01 ドスケベ素人の衝撃的試し撮り 性癖をこじらせてプレステージに自らやって来た本物素人さんの顛末。（9月15日、プレステージ）※「あや」名義　他出演:みみ、ののか、吉田はな
- 120％リアルガチ軟派伝説 vol.52（9月15日、プレステージ）
- SODファン感謝祭! 10日以上禁欲した素人汁100発をツインぶっかけ!(※素人男性107名参加)（9月21日、SODクリエイト）共演:大島美緒
- 両親の居ない日、僕は妹と精子が枯れるまで1日中ヤリまくった。（9月22日、TMA）
- 佐々波綾 デビュー作からのセックスすべて見せます（10月13日、アリスJAPAN）※ベスト版
- 私立パコパコ女子大学 女子大生とトラックテントで即ハメ旅 01（10月13日、プレステージ）※「せな」名義　他出演:ゆい、もも、みく
- 現役教師による。淫乱女子校生の育成メソッド。（10月13日、宇宙企画）
- 妹のデカ尻を孕ませたい（10月19日、グローリークエスト）
- 一般男女モニタリングAV マジックミラーの向こうには再婚したての母親! 女子高生の娘と新しいお父さんが2人っきりの密室で1発10万円の連続射精SEXに挑戦! 5 生ハメの快感を知った未成年マ○コと若い身体に触れ興奮した義父チ○ポの人生初の中出しは1発だけじゃ終わらない!（10月19日、ディープス）※「れい」名義　他出演:ほのか、いまり、ゆいか
- 毎朝見かけるニーハイ太ももパンチラ女子高生が可愛くてチ○ポ硬くしてたら、「おにいさんのスケベ。」とほっぺを膨らませて怒り顔。でもすぐにウルウルした目で僕を見つめてくる、ツンフワ小悪魔だった。（10月19日、SWITCH）
- ガチイキ未経験のヤリマン幼馴染の初イキ開発専用機になったボク!? 可愛くて学校でモテモテのヤリマン幼馴染!だけど男にイカされた事がない!? 早く初イキを味わいたくて、冴えない童貞のボクを練習台に指名してきたのですが… 恋愛感情ゼロのエッチサポート役は屈辱過ぎる!! だけど幼馴染の体を触っていくたびにツボが分かってきたボクは、彼女にとって一番のテクニシャンに!?何度も簡単にイカセられるほど開発に成功してしまい、気付けばボクのチ○ポじゃないとイカないほど虜にさせてしまいました!!（10月19日、Hunter）他出演:七海ゆあ、白咲ゆず、星空もあ、夢野りんか
- 露出願望に犯された美少女の蕾 「私の大切なところ…ああ、見られちゃう…でもそう思っただけで、胸と子宮がキュンとします…」 「お願い…誰か私を止めて…でないと誰とでもエッチしちゃいそうです…」（10月25日、オーロラプロジェクト・アネックス）
- 映研女子校生AVごっこ 綾の自主制作AVドキュメント えっちなビデオで観たコト全部してあげる（10月25日、無垢）
- お尻の大きな美少女と性交（10月27日、TMA）共演:栄川乃亜、星咲伶美
- ナンパTV×PRESTIGE PREMIUM 12（10月27日、プレステージ）他出演:諸星エミリー、七瀬萌、森川アンナ、清城ゆき、室生リリー、白石りん、河南実里
- 妻が他人に抱かれてる…。 〜ねとりネトラレ寝取らせて〜（11月1日、マドンナ）
- ノーカット撮影汗だく性交。美少女をオンナに変貌させる圧倒的快楽。（11月1日、TEPPAN）
- ボクの事を昔イジメていたヤンキー娘が美人妻になって健全なマッサージ店で性的サービスをしている情報を入手、それをネタに復讐ついでに中出しまでした件。 7（11月1日、変態紳士倶楽部）他出演:森沢かな、福咲れん
- モニターリング 街歩く人妻を固定しオマ○コに250000回転の電マを当てたまま放置したら、生チ○ポを欲しくなるのか?（11月2日、SODクリエイト）※「けいこ」名義　他出演:はるか、さやか
- 誘惑♥マッサージサロン（11月3日、ドリームチケット）
- 種付け脅迫レイプ中出し20連発（11月10日、REAL）
- 入院中の禁欲生活に耐え切れない弟が看護師のデカ尻姉に媚薬を飲ませると白パンスト擦りつけながら淫らに股間を滴らせ、カニバサミで中出しを求めた!（11月10日、V&R PRODUCE）他出演:二宮和香、宮崎あや、涼川絢音
- ツンデレにゃんにゃん妹の攻略法はエッチでイカせること?!（11月16日、SWITCH）
- 美女のお顔をベロベロ舐めたい（11月20日、レイディックス）
- ラグジュTV×PRESTIGE PREMIUM 08（11月24日、プレステージ]）※「涼宮遙香」名義　他出演:園田みおん、春野咲、旭川莉奈、神谷真紀、早川美緒、菊池凛、ゆい、朝倉紗那、森美咲
- エンドレス近親相姦SEX! 美人素人姉弟がHミッションに挑戦したら… 超絶倫の童貞弟がガチ発情!もうやめて!と戸惑う姉を無視して腰振りまくり! イキ過ぎ痙攣でグッタリしている姉を容赦なく犯し、何度も何度も中出し中出し中出し中出し!（11月24日、S級素人）他出演:水谷心音、泉ののか ほか
- 【G1】 美少女戦士セーラーナイツ（11月24日、GIGA）共演:美谷朱里、生駒はるな、内村りな、しじみ
- 奴隷志願 初本格拘束×中出し（11月24日、MAD）
- ボクだけのご奉仕メイド（12月1日、クリスタル映像）
- 騎乗位で上半身を動かさずに腰だけをグイングイン振りまくって中出しさせる馬乗りドスケベ美女 1（12月7日、グローリークエスト）他出演:紺野ひかる、水谷心音、川村まや、保坂えり、堀麻美子
- おチ○ポ大好き女子校生（12月8日、宇宙企画）
- 同窓会で学生時代にオカズにしまくっていた同級生と再会し、まさかの子作り中出しSEX!（12月8日、BAZOOKA）共演:あおいれな、三島奈津子、五十嵐星蘭
- 「ひょっとしてそのプルンっと突き出したお尻はボクを誘惑してるの??」 高校で影の薄いボクの唯一の自慢は幼馴染が異様に可愛くてスタイルが良い事!そして何より幼い頃からボクの味方でいつも優しい!!そんな幼馴染は今でもボクの部屋に気軽に遊びに来る!しかも超無防備な格好で!!格好からして無防備なのに更にプルンっとお尻を突き出して無防備な体勢をするんです!そんな無防備に突き出した超神尻に超絶勃起!!気づいたら我慢できずに後ろからハードピストンで何度も何度も突き刺しあまりの気持ち良さに何度も中に出してしまいました!!何度も中に出していたら幼馴染も大興奮で大きな声で喘ぎはじめて逆に何度もボクに求めてきました!（12月19日、Hunter）他出演:泉ののか、明海こう、宮崎あや ほか
- 12痴漢連盟 4（12月19日、アパッチ）他出演:加納綾子、若槻みづな、あおいれな、星空もあ、七海ゆあ、笹倉杏、綾瀬みなみ ほか
- 親に隠れてこっそり兄妹近親相姦 9 親の前ではわざと兄妹ゲンカ!しかし、実は兄妹以上の関係で2人きりになるとすぐに近親相姦セックスを始める!（12月19日、ゴールデンタイム）他出演:苑田あゆり、北川ゆず、皆野あい、一ノ瀬恋
- 【キメパコ動画】 優等生で激カワ美少女の友達に媚薬を飲ませたら見た目からは想像もつかないほどのド変態でゴム無しOKのサセ神様になりましたwww（12月19日、チキチキカマー）
- 終わらない乳首責め淫語とピストン騎乗位ハーレム中出し（12月22日、TMA）共演:栄川乃亜、星咲伶美、一ノ瀬もも、七瀬萌
- コスプレイヤーに大人気の可愛い下着を着た美少女と中出し性交（12月22日、TMA）他出演:あず希、星咲伶美、ももき希
- ながらフェラ 〜ソレやりながらでいいんで。しゃぶって頂けないでしょうか?〜（12月22日、SEX Agent）他出演:浜崎真緒、北川エリカ、三島奈津子、真木今日子、美谷朱里、羽生ありさ、篠田ゆう
- 容赦無き調教奴隷イラマチオ 〜犯される喉奥。無慈悲な最凶腰振りで泣き崩れる女達〜（12月22日、SEX Agent）他出演:加藤あやの、佳苗るか、水元恵梨香、水城奈緒、神宮寺ナオ、ひなみれん、雛菊つばさ
- 「純朴娘…犯したい…」（12月25日、ビッグモーカル）※「綾」名義

- 女子大生限定! 初めての電マ+巨根W責めセックス体験 恥じらう間も無く仰け反り膣クリ同時イキ! そのまま気持ち良さそうだったので中出ししちゃいました!（1月1日、ナンパJAPAN）他出演:姫野あやめ、愛花みちる
- ホテル痴漢 4 中出しSP（1月11日、ナチュラルハイ）他出演:鈴木真夕、永井みひな、三原ほのか
- フェラチオが好きすぎて挿入中もずっと舐めていたいドスケベ女のチンしゃぶSEX（1月11日、ナチュラルハイ）他出演:桜木優希音、葵千恵
- いつの間にか僕の部屋でたむろうようになった家出女子校生たちは、いつも僕のチ○ポを弄ぶ!（1月12日、BAZOOKA）共演:笹倉杏、月本愛、篠崎みお
- 妹のガチ誘惑に僕は勝てるのか!?（1月12日、宇宙企画）
- 強化合宿にやってきたデカ尻陸上部員たち! 過酷な練習で火照るカラダと満たされない性欲で、部員に隠れてコーチのチ○ポを勝手に生挿入! 一度の中出しでは物足りない汗だく敏感ボディのマ○コに何度も中出し!（1月12日、V&R PRODUCE）共演:桜木優希音、花咲いあん、桃瀬ゆり
- 貫通ザーメン! 暴発パン中手コキ 〜パンツの中に忍び寄る手淫。下ろさない事で増す羞恥心、比例する感度〜（1月19日、SEX Agent）他出演:佳苗るか、水城奈緒、水元恵梨香、神宮寺ナオ、雛菊つばさ、ひなみれん、白百合ましろ、加藤あやの
- 金持ちの豪邸を支配して中出し地獄 服従のメイド孕ませ輪姦（2月1日、プレミアム）
- 淫魔病棟 3（2月1日、アタッカーズ）共演:河南実里、苑田あゆり、舞園かりん
- プリ尻小悪魔挑発美少女（2月1日、MARRION）
- ツンデレ小悪魔ブルマ女子○生のブルマ尻をモミモミするぞ（2月8日、SWITCH）
- ラグジュTV×PRESTIGE SELECTION 46 涼宮遙香 (2月9日、プレステージ) ※「涼宮遙香」名義
- 温泉大好き女子大生の皆さん! 彼女いない歴35年の童貞君と密着混浴してくれませんか? タオル一枚女体観察からの、全身湯しずく舐めとり&たわし洗い&あわあわ素股、夢の赤面プレイ全部盛り筆おろし! 挙句にガチ仲居さんとも生中SEXしちゃった －童貞君うらやましすぎスペシャル!－（2月9日、S級素人）他出演:星奈あい、君色花音、佐倉ねね
- 引越しの手伝いにやってきた姉のハミ尻ホットパンツに欲情! 食い込むデカ尻を目の前にした弟は興奮し過ぎて思わずバック挿入! 激しいピストンで尻肉波打たせながら何度も絶頂! 2（2月9日、V&R PRODUCE）他出演:枢木みかん、宮崎あや
- 弟の嫁にコタツの中で悪戯！弟が側にいるのにオマ●コを濡らして感じていたので寝取ってやった！！（2月9日、SCOOP）他出演:桜結奈、篠崎みお、今井まい
- 今から大量の濃厚精子を佐々波綾の顔にぶっかけます。（2月14日、アリスJAPAN）
- SEXの逸材。 VOL.11 ドスケベ素人の衝撃的試し撮り 性癖をこじらせてプレステージに自らやって来た本物素人さん達の顛末。（2月16日、プレステージ）他出演:君色花音、安田亜衣、初夏
- そして服従させられた僕の義母（2月19日、ABC）
- 即ハメ痴漢 6（2月22日、ナチュラルハイ）他出演:きみと歩実、夏希みなみ、ななせ麻衣、三原ほのか、星川麻紀、栄川乃亜、皆野あい
- 「仕事中は厳しいバイト先の女子○生と2人きり 20歳も年下の先輩娘のパンチラ/胸密着/トロトロ視線に暴発寸然 勃起がバレて怒られるかと思ったら装飾オヤジチ○ポ好きの挿入派でした」（2月22日、DANDY）他出演:斉藤みゆ、紺野ひかる、霧島さくら
- 部屋の片隅で女子校生飼育（2月23日、宇宙企画）
- 息子の嫁（3月1日、プラネットプラス）
- 可愛い顔してデカ尻!!（3月2日、MARRION）
- 名門私立女子●生 制服狩り中出し電車痴漢（3月7日、アパッチ）他出演:桜木優希音、明海こう、今井まい ほか
- 佐々波綾のザ・筆おろし（3月9日、クリスタル映像）
- 殿堂!スーパーアイドル4時間 佐々波綾（3月9日、million）※ベスト版
- フリーセックスOKシャツを着たノーブラ乳首ぽっち状態で誘うヤリマン痴女とオフパコ中出しヤレた!（3月9日、SCOOP）他出演:浅田結梨、羽生ありさ ほか
- 「一度でいいから揉んでみたい!」 黒パンストを履いたデカ尻同僚に僕が睡眠薬を飲ませて、夢の豊満ボディを堪能し何度も中出し! 3（3月9日、V&R PRODUCE）他出演:水野朝陽、桜木優希音
- オフ会NTR（3月16日、MAD）
- 免許合宿NTR 〜女子大生の彼女とチャラ男の最低な浮気中出し映像〜（3月19日、プレミアム）
- デカ尻マネージャー 緊縛パイパンW解禁（3月19日、ヴィ）
- ヒロイン命乞い 5 美少女戦士セーラーメリウス 〜水の星が堕ちる時〜（3月23日、GIGA）
- ご奉仕系ドM天使 涎と愛液と精液に塗れ絶頂に堕ちたドロドロのハメ撮り映像（3月25日、オーロラプロジェクト・アネックス）
- 発情期になった女がノーパンマンチラで男を誘惑してくる世界（4月1日、MOODYZ）共演:美谷朱里、神宮寺ナオ
- 即ハメ×潮吹き×ポルチオ 大情熱SEX（4月6日、クリスタル映像）
- メガネで地味な美少女の理性が吹き飛ぶ濃密な接吻と中出し性行為 Vol.002（4月6日、ONEZ）
- 素人娘の全裸図鑑3 今時の女の子13名が恥らいながら脱衣していく様子をじっくり撮影した、変態紳士のためのヘアヌードコレクション（4月7日、かぐや姫Pt）
- 全裸失禁痴漢（4月12日、ナチュラルハイ）他出演:鈴木真夕、三原ほのか
- イクイク♥早漏妹と排卵日子作り生活 ACT.006（4月13日、REAL）
- 生中出しTokyo名門女子大生オークションクロニクル Vol.002（4月13日、BAZOOKA）他出演:美咲まや、月本愛、苑田あゆり
- 新卒採用で入社した優しいデカ尻姉の黒パンスト姿に理性崩壊! 弟は勃起が止まらずまさかのストッキング越しの強制素股! 欲求不満な姉は敏感過ぎてパンツから漏れるほど愛液ジワリ! 子宮奥に突き刺さる激ピストンで何度も絶頂! 2（4月13日、V&R PRODUCE）他出演:宮崎あや、早川瑞希
- 姉御肌の妻がDQNから僕を守ったせいで恨みを買って標的に… 妻が目の前で寝取られ中出しされているのに怖くて何も出来ない僕。（4月19日、ミセスの素顔）
- 【サセ神殿堂入り】 激カワ美少女達に媚薬を飲ませてキメパコ! おま●こ袋をザーメンでたぷたぷにしてみたwww（4月19日、チキチキカマー）他出演:冴木エリカ、NAOMI、美咲まや ほか
- ドキュメンTV×PRESTIGE PREMIUM 家まで送ってイイですか？ 17（4月20日、プレステージ）他出演:美咲まや、水乃摘菜、上村まりあ
- 佐々波綾 SPECIAL BEST 4時間（4月27日、TMA）※ベスト版
- ナンパTV×PRESTIGE PREMIUM 14（4月27日、プレステージ）他出演:美谷朱里、坂咲みほ、楓まい、桐山結羽、NIMO、優梨まいな、花守みらい
- 美大生のプリケツ娘（5月1日、プラネットプラス）
- 五●田にある美人揃いで有名なイメクラに盗撮メガネをかけて潜入。手コキだけのお店のはずなのにフェラやパイズリまでしてもらえた理由 5（5月1日、変態紳士倶楽部）他出演:君島みお、尾上若葉、ゆうか凛、山井すず、上原志織、白咲ゆず、祈里きすみ、吉川あいみ、美谷朱里、二宮和香、城石真希、水嶋アリス ほか
- 人気ライトノベル作家の僕がツンデレ妹とこんなにエッチな毎日を過ごしているなんて信じられない!（5月4日、ONEZ）
- 義理の妹が突然、ボクのチ○ポにしゃぶりついてセルフイラマ! 我慢できずに小さな口から精液が大量逆噴射! 突然できた義理の妹。かわいいけれどちょっと生意気でしかも反抗期。親の言うことはもちろん義理の兄のボクにも逆らってばっかりで常に険悪なムード。かわいいけど生意気で子供っぽすぎて今まで女として意識したことはない。しかし両親が旅行に行ってしまい二人きり。舐められないようにと内心ドキドキしながらいつもの様に軽口を叩いていると、日頃、女として見られていないことへの不満が爆発の義理の妹。突然何を思ったか「絶対勃起させる!」とチ○ポを無理矢理奥まで咥えてセルフイラマ！当然我慢できず、喉奥に発射し逆噴射してしまうヨダレと精子。もうそれを見た妹はそれだけでは我慢出来なくなり、何度も中出しを求めるほどのド淫乱に豹変!（5月7日、Hunter）他出演:玉木くるみ、あず希、斉藤みゆ、星奈あい、咲坂花恋
- 親族相姦 きれいな叔母さん（5月7日、ヴィーナス）
- ノーブラおっぱいで誘惑してくる欲求不満な人妻 着衣なのにただの裸より断然卑猥に見えるけしからんエロボディに中出し!リアル乳袋を揉みしだき、服の上からベロで舐め回すと乳首が透けて丸見えに!（5月7日、かぐや姫Pt）他出演:塚田詩織、北川りこ
- 平凡な僕の日常と孤独な女子校生とのSEX（5月11日、宇宙企画）
- 生中出し巨乳制服美少女 Vol.002 (5月11日、BAZOOKA) 他出演:あけみみう、松田真奈、月本愛
- スクールカースト School Caste 下層界の女の子/彼女は最上位（5月13日、無垢）共演:麻里梨夏、五十嵐星蘭、野々宮みさと
- ジュポフェラが巧みすぎる素人娘11人 3 じゅぽじゅぽ音を聞いてるだけで興奮してくる恐るべきフェラテク（5月19日、かぐや姫Pt）他出演:阿部乃みく、羽月希、真木今日子、浜崎真緒 ほか
- 新放課後美少女回春リフレクソロジー+ Vol.012（5月25日、宇宙企画）
- 暴発を誘う悶絶チクビ弄り…と発射直後から再開されるトロけるオネダリ2連射セックス♥（6月1日、ワープエンタテインメント）
- 子供が欲しい夫婦による最初から最後まで子作り映像 FILE.002 広告代理店勤務 綾（25歳）（6月1日、ONEZ）
- 姉犯日記（6月7日、グローリークエスト）
- 専属家庭教師計画（6月7日、アタッカーズ）
- アクメ潮吹きまくり極太黒人解禁!（6月1日、ヴィ）
- 半脱ぎデニムは拘束具 脱がしかけのジーパンで両足の自由を奪いそのまま力でねじ伏せ寝バック中出し!（6月7日、かぐや姫Pt）他出演:北川りこ、塚田詩織
- ギャル★競泳水着（6月8日、クリスタル映像）
- 女子●生媚薬拘束潮吹きイカセ（6月8日、REAL）
- 銀河級美少女とたくさんコスっていっぱいエッチしよ! 佐々波綾 Vol.002（6月8日、宇宙企画）
- 制服待ち合わせデリヘル 素股中にヌルっと挿入 そのまま生中出し Vol.001（6月8日、BAZOOKA）他出演:ななせ麻衣、高坂ひまり、松田真奈
- ショートパンツを穿いているのに実はノーパン! 無防備に過ごす姉のマンチラ姿に興奮した童貞弟が我慢できずまさかの即ハメ! 筆おろしSEXで必死に激ピストンする弟は早漏すぎて死ぬほど中出し!（6月8日、V&R PRODUCE）他出演:天野美優、夏希みなみ
- 鉄板complete 佐々波綾 BEST とめどない連続絶頂性交（6月19日、TEPPAN）※ベスト版
- バーチャルコスプレYouChuber（6月22日、TMA）他出演:あかね葵、阿部乃みく
- 僕らのスーパーアイドル! 佐々波綾 4時間（6月22日、宇宙企画）※ベスト版
- 凄い射精へ誘うケツ穴見せつけド迫力デカ尻オイルエステ（6月25日、痴女ヘブン）
- デカ尻で誘惑してきた美少女な妹に寝バック種付けプレスしてしまった。（6月25日、ダスッ!）
- 僕らの教え子はエロ天使すぎて 即尺・ベロ舐め・中出し・プリケツ生徒会長 佐々波綾（7月7日、桃太郎映像出版）
- 囮捜査官アヤ ―ヤリサー潜入中出し編―（7月7日、プレミアム）
- 地味だけどエロイ!すぐにイクイク!全身性感帯! S級素人出演!! Vol.003 街の本屋さんで働く眼鏡で控えめ系女子は実は…調教されたがるアニオタど変態娘だった。（7月13日、S級素人）※「佐々木」名義　他出演:山田
- イマドキ☆ぐうかわギャル女子●生 Vol.004（7月13日、BAZOOKA）他出演:跡美しゅり ほか
- 素敵なカノジョ 佐々波綾 敏感スレンダー美少女の潮吹きイキまくり中出しせっくす♥（7月13日、BACK DROP）
- AV女優自画撮りオナニーコレクション 第三弾（7月13日、V＆R PRODUCE）他出演:星奈あい、佐々木あき、天野美優、風間ゆみ、霧島さくら、栄川乃亜、澁谷果歩、一条綺美香、皆野あい、さとう愛理　ほか
- W尻アナル丸見せ逆3P杭打ち中出し（7月25日、痴女ヘブン）共演:篠田ゆう
- 某繁華街では目隠しをしたまま入店してくるデリヘル店がものすごいエロいとの噂が！呼んでみると玄関で即尺するわ、そのままオナニーするわで想像以上のエロデリヘル嬢だった！！（8月10日、SCOOP）他出演:初美りん、川口ともか
- 人妻看護婦と不倫性交。 Vol.002（8月24日、BAZOOKA）他出演:凪沙ゆう、はるかみらい、月乃なつき
- ラグジュOL ランチタイムにAV出演する働くオンナたち VOL.008（9月14日、BAZOOKA）他出演:はるかみらい、美咲まや、阿部栞菜
- 「手でだけなら…してあげてもいいよ…」深夜0時まで限定で義妹が失恋したボクの恋人になってくれた！好きな女の子にとんでもないフラれ方をして落ち込んでると「今日だけ彼女になってあげる」と言ってくる兄想いの優しい義妹。仲良く勉強やゲームのつもりの義妹に恋人同士なら当然チューぐらいとキスを迫ると「チューぐらいなら…」と義妹と生キッス！その柔らかい唇の感触にたまらなくなって舌を絡めディープロングキス！義妹の股間を触るとすでにビショ濡れ！ダメダメと頑なに拒むと手でしてあげるからと手コキで即発射！その場は一旦満足したボクだったが、夜にまたムラムラしだすと義妹にさらなる要求。まだ今日だから23時59分までは恋人だからと胸を揉んだり激しい手マンに没頭している内に日付が変わって終～了～とがっかりしていると「もっとして！」とおねだりしてくる超エロい義妹と最後までエッチしちゃいました！(9月19日、Hunter)他出演:今井まい、明海こう、斉藤みゆ、枢木あおい
- スーパースター佐々波綾 Complete Memorial BEST 8時間（9月28日、宇宙企画）※ベスト版
- AV女優 裸コレクション 第八弾（10月12日、V＆R PRODUCE）他出演:君島みお、美谷朱里、天野美優、皆野あい、愛瀬美希、篠崎みお、七海ゆあ、香椎りあ、向井藍、南梨央奈 ほか
- 生中出しヤリマンギャルビッチ Vol.006（12月4日、BAZOOKA）他出演:河音くるみ、浅田結梨、桜木優希音

#### 小那海あや 名義（アダルトビデオ）
- 奇跡が、また始まる。復活 小那海あや（11月4日、million）

- モテないM男くんも、ダメダメなマゾ君も皆大好き♪ 優しい笑顔と献身的な甘サドテクで天使のように搾り取る素人ファン家凸SPECIAL（3月12日、million）[14][22]
- 女子校生孕ませレ●プ中出し20連発（4月10日、million）
- お尻の穴舐めるだけだったら…風営法に反しませんよ♪アナル丸出しの淫乱コスで全客を惑わす巨尻メンズエステ（5月14日、million）
- ヤリマンあやの本気食い！！ 我慢できずに素人逆ナンSEX（7月1日、クリスタル映像）
- 完全プライベート映像 5年の時を経て業界復帰の360度カワイイ娘 小那海あやちゃんと初めての二人きりお泊まり（7月2日、パコパコ団とゆかいな仲間たち/妄想族）
- キミの初体験は私にプレゼントして 田舎で童貞を持て余していた僕の家に帰省してきたエッチな幼馴染とヤリまくった夏休みの7日間 どんな誘惑にも負けず守り続けてくれたんだね…大切な童貞卒業式最高のイベントにしよ！（7月2日、FunCity/妄想族）
- 小悪魔挑発美少女（7月2日、MARRION）
- 予約半年待ちリピ率100% 某メンズエステ店 密室×密着 イキ過ぎた禁断サービス 24（7月5日、DOC）
- 孕ませ不妊治療 NTR受精カウンセリング（7月5日、プラネットプラス）
- このメス女…只今発情真っ盛り！？小那海あやとしてみませんか？（7月10日、クリスタル映像）
- おなきんの妻 うずく子宮に貞操帯をハメられ 禁欲の末 待ちにまった挿入で貞淑な妻が変態になってしまいました…。（7月10日、JET映像）
- 29歳人妻です。パート先のコンビニでお尻好きの大学生に想われて身体の関係に…それから彼のいいなりになってしまいバイト中に何度もSEXしました。バックが大好きで私の方がイカされっぱなしになります。（7月12日、 ホットエンターテイメント）
- 全方位最強カワイイ娘・小那海あやちゃんとスイートルームでイチャラブNIGHT（7月25日、 月刊彼女）
- 可愛い顔してデカ尻！！（8月6日、MARRION）
- 学校イチかわいくて眼鏡が似合う女生徒に校則違反水着で迫られ…何度も何度もあやと中出しSEXしてしまった（8月13日、クリスタル映像）
- 今からこの一家全員レ●プします 渋●区千駄●谷（8月13日、レアルワークス）
- 甘えん坊新妻の子作り中出し性活（9月3日、マックスエー）
- じんかくそうさ洗脳催● 誰にでも優しいキラキラ小悪魔OLちゃんを特別に催●の天国と洗脳の地獄へ招待しちゃうよ編（9月3日、山と空/妄想族）
- はだかの家政婦 全裸家政婦紹介所（9月5日、プラネットプラス）
- ギャルの騎乗位はネチっこいよ。危険日はホテルに箱詰めし、中出しされても腰を振り続ける性欲発散DAY（9月10日、million）
- 強●クスリ漬け 塩対応の元キャバ嬢を拉致ってプライド高い生意気マ●コを改造 首絞めイラマ汁まみれ絶頂！（9月17日、山と空/妄想族）
- イカサレっ！めざましニュース「ON AIR 中は絶対に、表情を崩さない」あざと可愛い局アナウンサー、2年目のプロ意識（9月26日、SHIGEKI）
- 密着ベロチュー生中出し性交（10月1日、マックスエー）
- 絶対的美少女連続なま中出し。あやchan（10月1日、バビロン/妄想族）
- オイルたっぷりの施術とプリップリのデカ尻で男を癒して刺激する競泳水着回春エステ（10月8日、BAZOOKA）
- 僕と彼女のNTR契約 Vol.3（10月8日、ケー・トライブ）
- SNSで話題！国際試合のテレビ中継で抜かれまくりのサッカー日本代表を予選突破に導いた可愛すぎる謎の美女サポーターがAV出演 AYA（10月11日、赤面女子）
- 放課後にセルフ露出する優等生J系を見つけたので…2【J系4名】（10月15日、山と空/妄想族）
- 精子好き女子のエロ活フェラ抜きマッチング 3（11月5日、マックス・エー）

- 淫語女子アナ37 小那海あやアナSP（7月10日、ROCKET）

### アダルトVR

#### 佐々波綾 名義（アダルトVR）
- VRだから本当にフェラチオされているみたいでしょ!（4月15日、KMPVR）
- 進化系VRオナニー!! 見つめあいながら一緒にオナニーしようよ!（4月15日、KMPVR）
- 生中出しスペシャル!! VRだから本当にセックスしてるみたいでしょ?（4月15日、KMPVR）
- 相思相愛! エロカワJKと校内密会（5月19日、CASANOVA）
- イチャラブ・スイーツ彼女（6月30日、CASANOVA）他出演:黒木いくみ
- 僕のカノジョは佐々波綾（7月25日、TMAVR）
- 美少女JKカノジョ綾ちゃんとず〜っと見つめ合いキスと密着イチャラブ（8月1日、アウダースジャパン）※VR-1グランプリ 2017 エントリー作品
- 「あやね、君のことがずーっとすきだったの♥チューしていい?」 クラスのアイドル激カワ美少女あやと濃厚生中出しSEX（8月4日、SCOOP VR）
- 生中出し 連続3発射 ノーカットSEX（10月7日、ブイワンVR）
- 絶頂クンニ!!かわいいメイドと中出しSEX!! ボクのことを好き過ぎるご奉仕メイドとのなんともうらやましい日常。（10月16日、CRYSTAL VR）
- 同窓会で学生時代ずっとオカズにしてた同級生と再会し、誘われ生ハメSEX!（11月7日、KMPVR）
- お兄ちゃん♥ナマでもいいけど内緒にできる? エゴデレ妹のキスとヨダレと乳首責め、おまけにフェラと中出しセックス! ver.VR（11月24日、ワープエンタテインメント）
- 思春期女子と一緒にお勉強（11月24日、CASANOVA）
- 尽きない快楽、愛液に塗れて。（11月25日、TEPPAN VR）
- ヌルヌルローション手コキ SPECIAL（11月25日、ブイワンVR）他出演:夏樹まりな、双葉良香、香苗レノン、白咲ゆず
- ツンデレバニーガール綾ちゃん 中出しSEX（11月30日、KMPVR）
- 女子校生佐々波綾ちゃんとイチャイチャ中出しSEX（11月30日、KMPVR）
- シェアル〜ム（11月28日、CASANOVA）共演:佳苗るか
- 私は痴女VR ボクの家庭教師は美人で優しい日本一のエロマン先生!?（12月17日、CRYSTAL VR）
- 妹に中出ししたら利息タダ!（12月18日、KMPVR）
- イチャラブ・スイーツ嫁（12月22日、CASANOVA）
- 超至近距離で見せつけオナサポ娘 JOI&生中出しセックス（12月28日、MCP）
- エロすぎるレジェンドVR学園（12月30日、BAZOOKA VR）共演:麻里梨夏、天野美優
- ドキドキ初めてのスワッピング体験 「大好きな彼氏の隣で他人チ●ポを入れられて恥ずかしすぎるけど、アヘ声が我慢できない」（12月31日、KMPVR）共演:麻里梨夏

- もしも女性用サウナに間違って入ってしまったら…（1月1日、KMPVR）
- ブイアール You Chuber サザナミアヤ（1月6日、TMAVR）[23]
- 佐々波綾のドキドキノーカット生配信! VRでキャスしてみたよ〜の巻! 「みんな…綾と一緒におなみーしよ!」（1月18日、CRYSTAL VR）
- 徹底攻略VR（1月31日、徹底攻略VR）
- 佐々波綾 お貸しします。 VR 〜自宅で佐々波綾と夢のような中出しエッチ〜（2月4日、CRYSTAL VR）
- 混浴温泉に行ったら、女子大生グループと男は僕一人。ガン見しまくって、フル勃起した僕のち●ぽに気付いたJD達と… 5人の美人女子大生全員と超リアル連続中出しSEX 1対1あり、乱交ありの230分長尺スペシャルVR（2月9日、エロタイムVR）共演:佐倉ねね、あおいれな、斉藤みゆ、北川ゆず
- 働く女達の性事情 〜新人OLらの痴女研究〜（2月23日、CASANOVA）共演:香苗るか
- もしも、佐々波綾ちゃんが僕の彼女だったら!?（2月28日、TMAVRプレミアム）
- 混浴温泉痴漢 VR（3月9日、ナチュラルハイVR）
- プリッと可愛い桃尻女子校生あやとエッチな尻相撲対決!!（3月10日、KMPVR）
- 可愛いお尻にペンペンお仕置きタイム!! 生中出し3連続SEX （3月12日、KMPVR）共演:佳苗るか、白井ゆずか
- 密室ロッカー内VR 水泳部の後輩女子と部室でイチャイチャしていたら誰か入ってきたので【ロッカーの中】に隠れてこっそり密着手コキ! …興奮が収まらないボクらはそのあとも【密着対面座位】【覆いかぶさり騎乗位】でイチャラブ中出しSEX!（3月23日、SODVR）
- めっちゃメチャカワイイあやちゃんと密着濃厚生中出しSEX（3月28日、KMPVR-彩-）
- ファンのお宅に訪問しちゃいます（3月31日、TMAVR）
- 「先輩…好きになってもいいですか？」仲の良い後輩からまさかの告白！！●生時代から仲の良かったひとつ年下の超カワイイ後輩が大学生になった今もボクを慕って、悩み事があるといつもボクの…～女の子が告白してきたら是非うなずいてあげてくださいver～（3月31日、お夜食カンパニー）共演：星奈あい
- 長尺155分 家族で男は僕ひとり！「4人姉妹と連続セックス朝生活」（4月6日、SODクリエイト）共演：美谷朱里、ひなみれん、石川祐奈
- 大会直前に怪我をして身動きが取れなくなった僕を癒しの接吻と献身的な騎乗位で介抱してくれる女子マネージャーと入院青春VR（4月19日、変態紳士倶楽部VR）共演：星奈あい
- 「私…お兄ちゃんの子供妊娠する!」 妹が突然訪れた大好きな兄の家にはまさかの婚約者が…。 絶対に取られまいと馬乗り生挿入! 強制的に膣内射精させられる!（4月19日、V&R PRODUCE）
- もしも、佐々波綾ちゃんが僕の彼女だったら!?（4月30日、TMAVRプレミアム）
- 家政婦呼んだらまさかのスク水ニーハイ姿のデカ尻娘が!ハミ出る尻肉!足に張りつくニーハイに興奮した僕は我慢できずフル勃起!責任を感じたのかまさかの馬乗り挿入!自ら激しい腰振りで何度もイキ乱れた!（5月16日、V&R PRODUCE）
- 女子●生 あやと只今同棲中♥ 制服&ブーツコスでヤリたい放題中出しSEX（5月22日、宇宙企画VR）
- デカ尻桃ケツ後輩に部室でこっそり誘惑される励まし生SEX（5月25日、ANNEX）
- 催眠術かけあいカップルVR 「性欲100倍強の催眠術」でED気味だったのにチ○ポガッチガチになった僕と超敏感体質になってアヘ顔でイキまくるカノジョ（5月26日、ワンズファクトリー）
- リアルAV男優体験! 撮影中チンチンが勃起しなくなってVTRストップ! 勃起待ちで絶体絶命の危機に天使の佐々波綾がしてくれた本当にHなこと（5月29日、KMPVR）
- 佐々波綾 SUPER BEST（6月30日、KMPVR）※ベスト版
- すぐに密着SEXを求めてくる、綾にゃんと濃密LOVE×2密着ニャン×2SEXライフ（7月23日、KMPVR-彩-）
- 高画質・高音質VR 素人だまし撮り面接VR！Vol1（8月27日、ケイ・エム・プロデュース）
- 佐々波綾とお風呂でイチャイチャローションセックス（9月6日、BAZOOKA VR）
- 身動きできない放置アクメ！ 媚薬バイブを挿されたまま何度もイキ果てる腰くね痙攣女 VR 2（9月21日、ナチュラルハイVR）
- 唾液た～っぷり舐め回しキスと愛情溢れるフェラ（10月6日、TEPPAN VR）

#### 小那海あや 名義（アダルトVR）
- 甘いキスと、甘い乳首責めを。一つ年上のカノジョに肯定的に甘やかされるずっと待ち望んでいた最高の同棲妄想（11月24日、KMPVR-彩-）
- 敏感化オイル×しっとり淫語で何度も何度も射精させる覚醒チャイナエステ（12月3日、KMPVR-彩-）

- 顔面特化アングルVR これぞ8K！最強の顔面特化が爆誕！ボクのカノジョはおなみちゃん♪（1月20日、KMPVR）[24]
- これが8K 天井特化アングルVR 離れてもすぐに近づいてくる鬼カワ彼女と子作り「10発射」（2月20日、KMPVR）
- -彼女に惚れるのは必然- 快楽中枢をトロトロにする神対応オナクラ嬢と秘密の中出し逢瀬（3月8日、KMPVR-彩-）[14][25]
- 今でも姉ちゃんとお風呂に入っています。ぷりケツの姉とお風呂上りに濡れ髪のまま舌を絡ませながらヤリまくった！！（4月8日、KMPVR-彩-）
- 客の前では清楚嬢…なのに。鬼出勤のストレス解消目的で、淫らな気晴らしセックスに付き合っている新人ボーイの僕（6月7日、KMPVR-彩-）
- 「ウチらのキスで脳イキしてあげる♪」女子寮に入ったボクを絶対キス領域に引きずり込むベロちゅうハーレム（6月28日、KMPVR-彩-）
- 「久しぶり…あやだよ、覚えてる？」とある日の午後…ボクは姉の友人にキスで心を奪われた（7月1日、CRYSTAL VR）
- 全肯定おしゃぶりチアガール ボクに惚れていたS級チアガールがロッカールームでDNAを狙ってチ●ポを全力PtoM（7月1日、SODクリエイト）
- 勉強も恋愛テクも射精も全てを指導し管理する美人家庭教師 あや先生（7月2日、unfinished）
- 保健室の先生の性活指導 あや先生（7月9日、unfinished）
- 僕のカノジョは、昼間は人気地下アイドルで夜は人気ピンサロ嬢だった（7月16日、KMPVR）
- お客様に囁き密着と極上の施しで癒しの宿泊を提供する美人女将（7月16日、unfinished）
- マスク美女の看護師に、見つめられて退院するまで、射精させられる入院生活（7月23日、unfinished）
- 8K！スローセックスVR ～私だけを見て～（7月30日、ケイ・エム・プロデュース）
- ボクたちは卒業するまでSEX禁止…教え子カノジョのあざとかわいいオチ○ポおねだり濃厚フェラ（8月3日、ケイ・エム・プロデュース）
- 両片思いの後輩と、出張先でまさかの相部屋 止まらないキスと下半身…数センチの距離で見つめ合い、朝まで絶頂を繰り返した二人だけの夜（8月17日、KMPVR-彩-）
- シン・ウェアラブルVR ずっと好きだったのに寿退社する後輩OLの小那海。嫉妬に狂ったボクは残業させて、嫌がり逃げようとする小那海に何度も孕ませレ●プした。（8月22日、SODクリエイト）
- ストレス軽減 元気回復VR ボクは今日…同棲中の彼女の一言で救われた。（8月24日、CRYSTAL VR）
- リメイク8K VR！リアルAV男優体験！撮影中チ〇チ〇が勃ち待ちでVTRストップ！絶体絶命の危機のあなたに天使の小那海あやがしてくれた本当にHなこと（9月1日、ケイ・エム・プロデュース）
- サークルの先輩が泊まりに来た！最強にノリのいいヤリマン先輩にからかわれながら、遊んではじけてワンナイトセックス（9月13日、unfinished）
- 新ジャンル！病みセクVR～好きだからパキっちゃう、わたしを死ぬまで愛してね～（9月15日、ケイ・エム・プロデュース）
- 出張先の旅館で先輩と後輩2人からこっそり密着して迫られカラダもココロも骨抜きにされるW誘惑（9月19日、unfinished）
- 食い込みを大満喫！これからこの眼鏡女子とSEXします！眼鏡のあやと水着と鏡とお尻の素敵なコラボレーション（9月28日、CRYSTAL VR）
- 【KMPVR-彩-7周年記念特別版】聖レズ学院 貧乏の僕がテスト生として転校した先はまさかの女子校！？百合色の匂いが充満した教室ではみんなレズ！レズ！！レズ！！！花ざかりの男子禁制ハーレムLIFE（10月27日、KMPVR-彩-）

### イメージDVD
- Aya ドキドキLOVEスマイル（2017年5月18日、REbecca）
- 佐々波綾はオレのカノジョ。（2017年7月25日、GARDEN）
- アイドル＊アナル（2017年12月13日、INTEC Inc）※「橋本あずさ」名義
- 西麻布会員制ラウンジNO1が衝撃デビュー（2018年5月29日、マーレーインターナショナル）※「小笠原るか」名義
- Aya あやとあなたの南国浪漫・小那海あや（2024年7月4日、REbecca）
- あやのいる間取り図（2024年9月7日、grace）

## 出演

### 映画
- マンネリ（2017年7月8日、Abukawa corporation）- 雅美 役（主演）[26]

### 配信
- カラダミタスチャンネル（2022年2月17日[27] - 4月28日、6月6日 - 2024年2月6日、Youtube、Fantia/カラダミタスチャンネル）

- カットバースト（2024年8月2日 - 8月23日、GIGA特撮チャンネル）- スズカ＝ミマサカ 役[28]

### テレビ
- 極楽山本・ロンブー亮のARIGATEENA TV（2022年6月5日、TOKYO MX）

### インターネットラジオ
- 小那海あやの満塁ホームラン!（2022年10月5日 - 12月31日、ラジオクロニクル）[29]

### 舞台
- GIGAスーパーヒロインライブVol.20（2024年8月3日、東京・from scratch）- プルメリア/セーラーメリウス 役[30]
- GIGAスーパーヒロインライブVol.25（2025年2月1日、東京・from scratch）- セーラーメリウス 役[31]